# Jamon Gordon
Jamon Alfred Lucas Gordon (ur. 18 lipca 1984 w Jacksonville) – amerykański koszykarz, występujący na pozycjach rozgrywającego lub rzucającego obrońcy.
W 2007 reprezentował Dallas Mavericks, podczas rozgrywek letniej ligi NBA w Las Vegas. Rok później bronił barw Denver Nuggets.

## Osiągnięcia
Na podstawie, o ile nie zaznaczono inaczej.
NCAA
- Uczestnik rozgrywek II rundy turnieju NCAA (2007)
- Obrońca roku ACC (2007)[4]
- Zaliczony do:
  - I składu defensywnego ACC (2005–2007)
  - III składu ACC (2007)
- Lider:
  - ACC w liczbie przechwytów (94 – 2007)
  - w średniej przechwytów:
    - Big East (2,8 – 2004)
    - ACC (2,8 – 2007)

Drużynowe
- Wicemistrz Grecji (2011)
- 3. miejsce:
  - podczas mistrzostw ligi:
    - greckiej (2010)
    - tureckiej (2012, 2013)

  - w pucharze Turcji (2012)
- Zdobywca:
  - pucharu Grecji (2011)
  - superpucharu Turcji (2011)
- Finalista pucharu Turcji (2014, 2016)

Indywidualne
- MVP 3. spotkania play-off Euroligi (2012/2013)
- Lider w przechwytach:
  - Euroligi (1,81 – 2011/2012, 2 – 2013/2014)
  - ligi:
    - chorwackiej (3,1 – 2008/2009)
    - tureckiej (2015)